# Wang Lumin
Wang Lumin (chiń. 王路敏; ur. 7 grudnia 1990) – chiński zapaśnik w stylu klasycznym. Olimpijczyk z Rio de Janeiro 2016, gdzie zajął ósme miejsce w kategorii 59 kg. Ósmy na mistrzostwach świata w 2014. Brązowy medalista mistrzostw Azji w 2013. Mistrz Azji juniorów w 2010 roku.